# المعركة العالمية للشركات الناشئة

انطلقت هذه المنافسة في العام 2011 منبثقة عن منافسة نهاية الأسبوع للشركات الناشئة خلال فعالية الأسبوع العالمي لريادة الأعمال. وفي العام 2012 شارك بالمنافسة ما يزيد عن 10.000 مشارك وأكثر من 1.200 فريق انطلقت في أكثر من 100 مدينة حول العالم  وتتكون المسابقة من ثلاث مراحل 
في العام 2013  شهد المنافسة نموا حيث شارك أكثر من 2.300  فريق من 167 مدينة في 40 دولة حول العالم.  و في هذا العام  شهدت المنافسة إدخال «الدوائر»  حيث يتنافس أبطال دوائر التجارة الإلكترونية والمبتكرون، والمرأة والتي تشكل من الفرق الفائزة بمنافسة نهاية الأسبوع.